# Dorothee Haddenbruch
Dorothee Haddenbruch (* 1976 in Wuppertal) ist eine deutsche Pianistin. Sie arbeitet außerdem als Komponistin im Bereich Stummfilm- und Bühnenmusik.

## Leben
Dorothee Haddenbruch studierte Klavier an der Hochschule für Musik Köln bei Helmut Weinrebe und Josef A. Scherrer. Sie besuchte Meisterkurse bei Louis Lortie und erarbeitete mit Ellen Corver Kompositionen von Karlheinz Stockhausen (Stockhausen-Kurse Kürten 1998). Von 2000 bis 2004 leitete sie Improvisationskurse an der Abteilung Wuppertal der Kölner Musikhochschule.
Einen Schwerpunkt in ihrem Repertoire als Pianistin bildet die zeitgenössische Musik. Sie hat zahlreiche Uraufführungen gespielt, unter anderem mit Werken von Simon Rummel, Juan María Solare und Dominik Susteck. Mit dem 2001 gegründeten Ensemble Café Gomringer widmete sie sich der Improvisation und einem experimentellen Klang-Theater. Zusammen mit Franziska Windisch spielt sie im Duo haddenbruchwindisch improvisierte elektro-akustische Musik.
Als Komponistin hat sie historische Stummfilme aller Genres vertont und diese Musik zusammen mit der Saxophonistin Katharina Stashik (als Duo M-Cine) live aufgeführt. Sie schrieb die Musik zu dem Theaterprojekt Working Class Heroes mit Dietmar Bär, das an fünf Orten historischer Industriekultur im Ruhrgebiet umgesetzt wurde. Für den Pantomimen Milan Sladek vertonte sie Jupiter und die Anderen (Mimischer Tanz auf dem Dionysosmosaik im Römisch-Germanischen Museum Köln) und Kosmos Toraja (Pantomimische Komposition vor dem indonesischen Reisspeicher im Kölner Rautenstrauch-Joest-Museum).
Aufgetreten ist sie unter anderem beim Acht-Brücken-Festival Köln, dem Beethovenfest Bonn, dem Altstadtherbst Düsseldorf und dem Internationalen Theaterfest St. Vith. Mit Stummfilm-Programmen war sie außerdem im Bonner Haus der Geschichte und mehrfach in der Vertretung des Landes Nordrhein-Westfalen bei der Europäischen Union in Brüssel zu Gast.
Sie ist Preisträgerin des 6. Internationalen Wettbewerbs für Junge Kultur Düsseldorf.

## Diskographie
- 2003: Michael Sell - Pianissimo (MISP)
- 2004: Mea T-Projekt - Werke von Michael Sell (MISP)